# Ecoansietat
L'ecoansietat és una alteració emocional i psicològica que s'ha relacionat clínicament amb aspectes del trastorn d'ansietat generalitzada (TAG) i que s'emmarca en la relació de l'individu amb l'estat i el futur del medi ambient i de la natura. Es tracta d'un estat d'angoixa aguda sobre els impactes nocius que el canvi climàtic tindrà en la biodiversitat, la societat i en la vida de la mateixa persona afectada. No s'ha de confondre amb la solastàlgia, una altra forma d'estrès existencial basat en la percepció immediata i l'estrès posttraumàtic del canvi climàtic en l'entorn i associat a desastres mediambientals com ara erupcions, sequeres o la pèrdua del litoral per la pujada del nivell del mar.
Atesa la novetat d'aquest terme i l'empitjorament del context climàtic, no hi ha encara una definició clínica prou precisa ni dades sobre la seva prevalença o implicacions arreu del món. Malgrat que en diversos indrets d'Europa i dels Estats Units d'Amèrica la capa més jove de la comunitat universitària ha expressat en estudis que, en un 15%, el futur climàtic els angoixava constantment, això no implica cap correlació amb una patologia mèdica. És en els casos en què s'ha emmarcat com una preocupació «habitual» quan s'associa tant a accions i actituds positives com negatives i no constitueix pas una afecció mèdica. Altres estudis acadèmics han afirmat que, en l'àmbit europeu, uns 6 de cada 10 joves o fins i tot el 75% arreu del món podria patir ecoansietat.
En els casos d'ecoansietat en què sí s'ha detectat simptomatologia clínica, s'han documentat sentiments de tristesa, culpa, alteracions del son, trastorns de comportament alimentari, dificultat per concentrar-se, solastàlgia i desconnexió de la terra.
Aquest concepte, que forma part d'un entramat de problemes socials i de la pèrdua contemporània de valors cívics, vinculada a la globalització i al capitalisme, s'ha descrit com una peça més del desencant cap al model educatiu als països escandinaus; s'ha empès l'escola a ser considerada la salvació intel·lectual per generacions joves sense perspectiva ambiental i amb un horitzó de futur injust. A més a més, se l'ha vinculat a una creixent desconfiança i pèrdua de participació política, a la perpetuació del prejudici d'immaduresa de les generacions més adultes cap a una crítica legítima de les generacions joves —i el consegüent immobilisme social que se'n deriva— i també a una baixada de la taxa de natalitat en molts països desenvolupats.